# Barcelona Ladies Open 2009
Barcelona Ladies Open 2009 — тенісний турнір, що проходив на відкритих кортах із ґрунтовим покриттям. Це був третій за ліком Barcelona Ladies Open. Належав но категорії International у рамках Туру WTA 2009. Відбувся в David Lloyd Club Turó в Барселоні (Іспанія) й тривав з 13 до 19 квітня 2009 року.

## Переможниці

### Одиночний розряд
Роберта Вінчі —  Марія Кириленко, 6–0, 6–4.
- Для Вінчі це був перший титул за сезон і другий за кар'єру.

### Парний розряд
Нурія Льягостера Вівес /  Марія Хосе Мартінес Санчес —  Сорана Кирстя /  Андрея Клепач, 3–6, 6–2, 10–8.